# Markthalle (Baignes-Sainte-Radegonde)

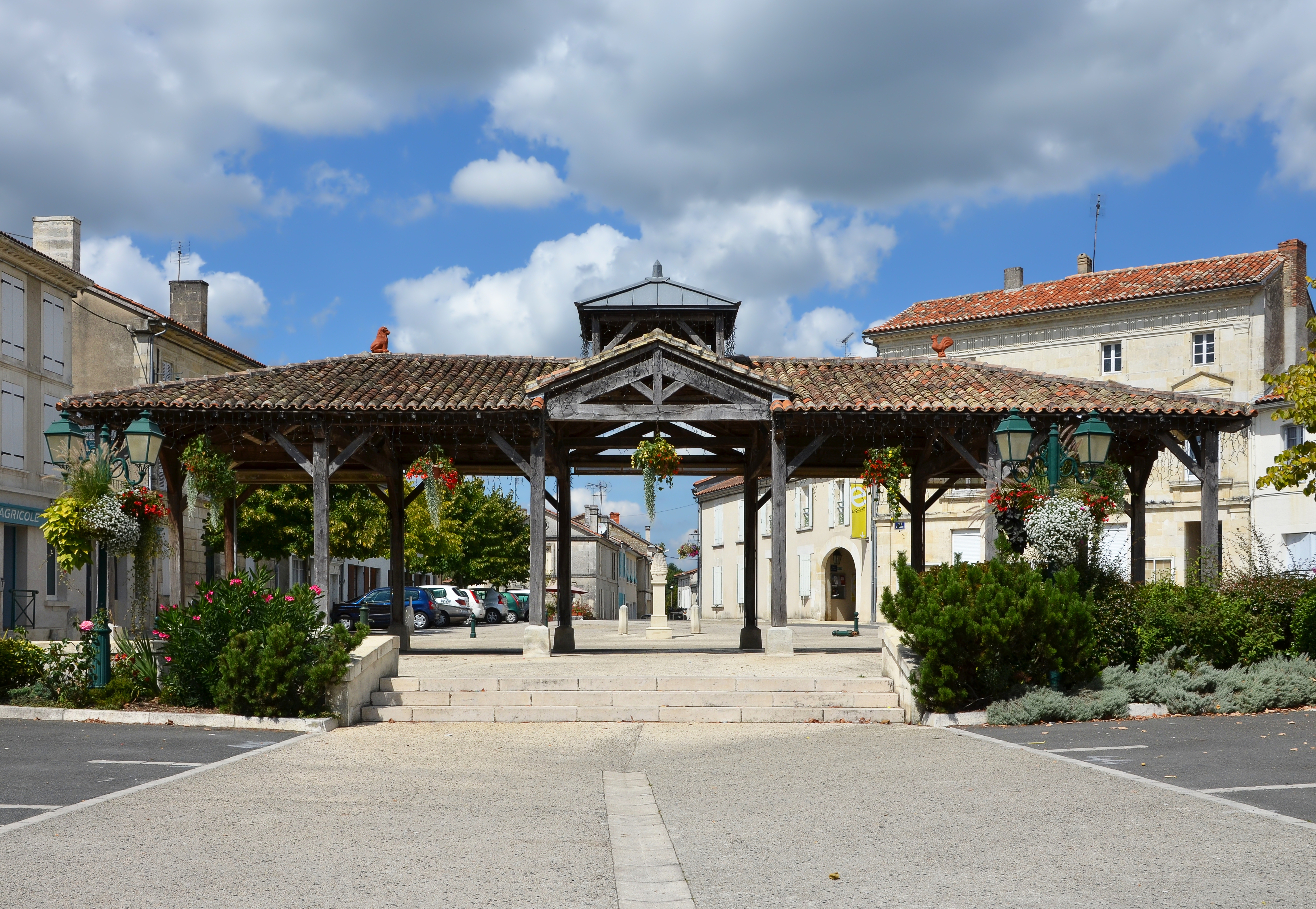
Markthalle in Baignes-Sainte-Radegonde

Die Markthalle in Baignes-Sainte-Radegonde, einer französischen Gemeinde im Département Charente in der Region Nouvelle-Aquitaine, wurde vor 1808 errichtet, da sie in diesem Jahr renoviert wurde. Die Markthalle steht seit 1961 als Monument historique auf der Liste der Baudenkmäler in Frankreich.
Die an allen Seiten offene Markthalle ist eine Holzkonstruktion. Das Walmdach ist mit Ziegeln gedeckt und wird von einer Laterne bekrönt.